# Käthe und ich: Das Adoptivkind
Das Adoptivkind ist ein deutscher Fernsehfilm von Oliver Liliensiek aus dem Jahr 2020. Es handelt sich um die sechste Folge der ARD-Reihe Käthe und ich. Die deutsche Erstausstrahlung erfolgte am 24. September 2021 auf dem ARD-Sendeplatz Endlich Freitag im Ersten.

## Handlung
Während Jasmina im Krankenhaus liegt und die Tierarztpraxis keine Tierarzthelferin als Ersatz kriegt, hat Aaron Lampenfieber, weil er auf einem Kongress sprechen muss.
Dr. Kira Madaki von der hiesigen Schule hat Paul inzwischen darum gebeten, sich um den zwölfjährigen Ben zu kümmern, der bis vor kurzem noch beliebt war, nun aber der meistgehasste Schüler an der Schule ist, weil er seit zwei Wochen Lügen über seine Mitschüler verbreitet. Ben beteuert seine Unschuld, obwohl es Beweise für die Lügen gibt. Bens Eltern können sich die Vorfälle auch nicht erklären. Bens Mutter kann lediglich sagen, dass sowohl Ben als auch seine Schwester Luisa vor zwei Wochen total verstört aufgestanden und zum Frühstück erschienen sind.
Vom Vertrauenslehrer Dominik Licht erfährt Paul, der selber adoptiert wurde, dass Ben adoptiert wurde. Eric wundert sich, warum Paul und Erina keine Adoption in Erwägung gezogen haben. Eric ist der Meinung, Paul habe Erina deswegen keine Adoption vorgeschlagen, weil er voller Unsicherheit sei, seit seine leibliche Mutter vor zwei Jahren versucht hat, Kontakt mit seiner Adoptivmutter Helga aufzunehmen.
Da bekommt Paul von Ben eine SMS, in der er schreibt, dass sein Vater ihn schlage. Ben selbst bestreitet jedoch, die SMS geschrieben zu haben. Luisa vertraut ihrem Lehrer Licht an, der Vater habe Ben misshandelt. Da erleidet Ben einen Treppensturz; es sieht so aus, als habe ihn Mitschüler Emil gestoßen. Als Dr. Lennart Ben untersucht, ist sein Oberkörper voller Hämatome. Paul spricht sich dagegen aus, Polizei und Jugendamt einzuschalten, weil er befürchtet, dass sich Bens Situation ansonsten verschlimmert. Nach einem Gespräch mit Luisa hat Paul den Eindruck, dass sie ihm etwas verheimlicht.
Paul bittet seine Adoptivmutter erfolgreich darum, den Brief seiner leiblichen Mutter lesen zu dürfen. Sie begrüßt es, wenn Paul seine leibliche Mutter kennenlernen will. Jule ermutigt ihn, sie anzurufen. Am nächsten Tag trifft Paul seine leibliche Mutter. die Psychiaterin Alexandra Baumgarten. Da Paul seine Adoptivmutter miteinbeziehen will, lernt seine leibliche Mutter auch sie kennen.
Emil gesteht, dass er für Bens Hämatome verantwortlich ist. Ben weigert sich, nach Hause zurückzukehren.
Paul besucht Erina in Berlin und schlägt ihr vor, eine Adoption in Erwägung zu ziehen, muss aber zu seinem Leidwesen erfahren, dass sie inzwischen einen anderen Mann kennengelernt hat.
In der Zwischenzeit wird Aarons Vortrag auf dem Kongress ein voller Erfolg.
Paul kommt mit einem Geistesblitz hinter die Lösung von Bens Verhalten: In jener Nacht, nach der Ben und Luisa so verstört waren, hatte Ben beobachtet, dass Luisa und ihr Lehrer Dominik Licht ein Liebesverhältnis unterhalten. Sie erinnerte ihren Bruder daran, dass sie sich einst geschworen hatten, einander niemals zu verraten. Daraufhin haben Luisa und Dominik die angeblichen SMS in die Welt gesetzt, um Ben für den Fall, dass er doch etwas erzählt, als Lügner darzustellen. Paul appelliert an Luisa, sich für ihre Affäre oder ihren Bruder zu entscheiden. Voller Reue entschuldigt Luisa sich bei Ben.

## Hintergrund
Das Adoptivkind wurde vom 6. August bis zum 15. September 2020 in Waren an der Müritz, Biesenthal und Berlin gedreht. Produziert wurde der Film von der Bavaria Fiction GmbH.

## Rezeption

### Einschaltquote
Die Erstausstrahlung am 24. September 2021 im Ersten wurde von 3,92 Millionen Zuschauern gesehen, was einem Marktanteil von 15,0 % entspricht.

### Kritiken
Die Kritiker der Fernsehzeitschrift TV Spielfilm zeigten mit dem Daumen geradeaus und vergaben für den Anspruch und die Spannung einen von drei möglichen Punkten. Das Fazit lautete: „Gute Momente zwischen viel Küchenpsychologie“.